# Murs-et-Gélignieux
Murs-et-Gélignieux est une commune française située dans le département de l'Ain, en région Auvergne-Rhône-Alpes.

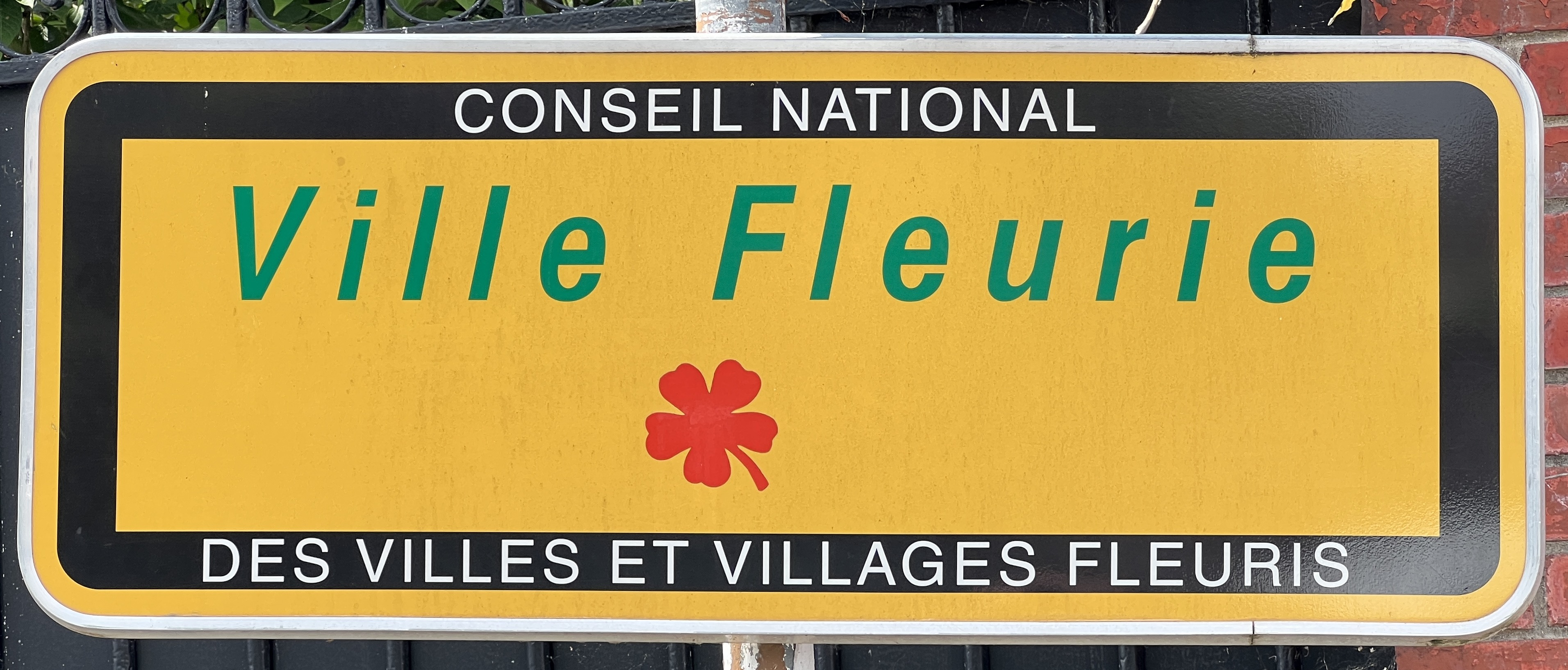
La récompense "Ville Fleurie", également connue sous le nom de "Villes et Villages fleuris, anciennement appelée concours, a été créée en 1959 en France pour promouvoir le fleurissement, l'environnement de vie et les espaces verts.

## Géographie
Murs-et-Gélignieux est située dans le sud du département de l'Ain, sur la rive droite du Rhône, et s'adosse aux dernières pentes du massif du Bugey (montagne d'Izieu, mont Gela). La commune fait face au mont Tournier, de l'autre côte du fleuve.
Depuis le creusement du canal de dérivation de Brégnier-Cordon, en 1981, un vaste plan d'eau a été aménagé au pied de Gélignieux : le plan d'eau de Cuchet. Il sert à différentes activités récréotouristiques ; notamment avec son port (pontons d'amarrage pour bateaux), restaurants et camping.
Murs-et-Gélignieux est située à 18 km de Belley, 42 km de Chambéry et 90 km de Lyon. Les communes limitrophes sont Peyrieu, Izieu, Brégnier-Cordon et, sur l'autre rive du Rhône, Champagneux et La Balme en Savoie.

### Hameaux et lieux-dits
La commune de Murs-et-Gélignieux est composée de plusieurs hameaux : Murs, Gélignieux, Trémurs, Cuchet.

### Communes limitrophes
| Izieu | Peyrieu              |                                     |
|       | Murs-et-Gélignieux   | Loisieux (Savoie)                   |
|       | Champagneux (Savoie) | Saint-Maurice-de-Rotherens (Savoie) |

### Climat
Pour des articles plus généraux, voir Climat d'Auvergne-Rhône-Alpes et Climat de l'Ain.
En 2010, le climat de la commune est de type climat océanique altéré, selon une étude du CNRS s'appuyant sur une série de données couvrant la période 1971-2000. En 2020, Météo-France publie une typologie des climats de la France métropolitaine dans laquelle la commune est exposée à un climat de montagne ou de marges de montagne et est dans la région climatique Alpes du nord, caractérisée par une pluviométrie annuelle de 1 200 à 1 500 mm, irrégulièrement répartie en été.
Pour la période 1971-2000, la température annuelle moyenne est de 11,9 °C, avec une amplitude thermique annuelle de 18,7 °C. Le cumul annuel moyen de précipitations est de 1 253 mm, avec 10 jours de précipitations en janvier et 7,7 jours en juillet. Pour la période 1991-2020, la température moyenne annuelle observée sur la station météorologique de Météo-France la plus proche, sur la commune de Novalaise à 10 km à vol d'oiseau, est de 10,9 °C et le cumul annuel moyen de précipitations est de 1 443,4 mm,. Pour l'avenir, les paramètres climatiques de la commune estimés pour 2050 selon différents scénarios d'émission de gaz à effet de serre sont consultables sur un site dédié publié par Météo-France en novembre 2022.

## Urbanisme

### Typologie
Au 1er janvier 2024, Murs-et-Gélignieux est catégorisée commune rurale à habitat très dispersé, selon la nouvelle grille communale de densité à 7 niveaux définie par l'Insee en 2022.
Elle est située hors unité urbaine. Par ailleurs la commune fait partie de l'aire d'attraction de Belley, dont elle est une commune de la couronne,. Cette aire, qui regroupe 31 communes, est catégorisée dans les aires de moins de 50 000 habitants,.

### Occupation des sols
L'occupation des sols de la commune, telle qu'elle ressort de la base de données européenne d’occupation biophysique des sols Corine Land Cover (CLC), est marquée par l'importance des forêts et milieux semi-naturels (46,6 % en 2018), une proportion identique à celle de 1990 (46,6 %). La répartition détaillée en 2018 est la suivante : 
forêts (46,6 %), zones agricoles hétérogènes (22,9 %), eaux continentales (22,7 %), prairies (7,8 %).
L'évolution de l’occupation des sols de la commune et de ses infrastructures peut être observée sur les différentes représentations cartographiques du territoire : la carte de Cassini (XVIIIe siècle), la carte d'état-major (1820-1866) et les cartes ou photos aériennes de l'IGN pour la période actuelle (1950 à aujourd'hui).

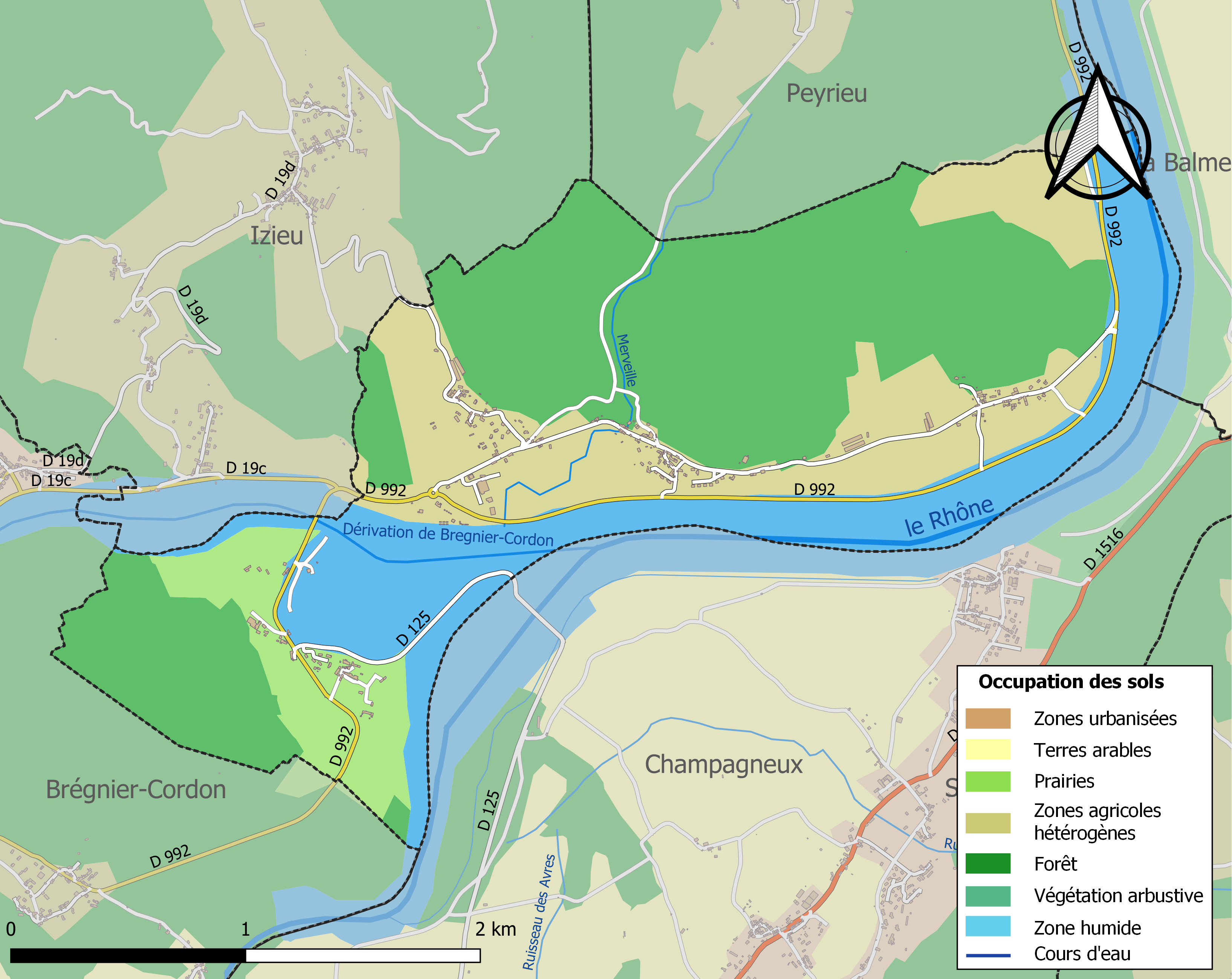
Carte des infrastructures et de l'occupation des sols de la commune en 2018 (CLC).

## Histoire
On trouve trace d'une implantation romaine par un mausolée funéraire dédié à Marcus Rufius Catullus, curateur des Nautes du Rhône, situé au bas de la côte qui monte vers Gélignieux et qui fut détruit vers 1700/1705 et réemployé pour la construction d'une église. Un témoin de l'époque en a fait une description de mémoire quinze ans plus tard, et il subsiste deux fragments d'inscription. André Buisson a publié en 1991 une étude récapitulative sur ce monument.
La ville bénéficie d'une gare sur la ligne de Pressins à Virieu-le-Grand de 1880 à 1939 pour le trafic voyageurs et 1981 pour le trafic marchandises,.

## Politique et administration

### Découpage territorial
La commune de Murs-et-Gélignieux est membre de la communauté de communes Bugey Sud, un établissement public de coopération intercommunale (EPCI) à fiscalité propre créé le 1er janvier 2014 dont le siège est à Belley. Ce dernier est par ailleurs membre d'autres groupements intercommunaux.
Sur le plan administratif, elle est rattachée à l'arrondissement de Belley, au département de l'Ain et à la région Auvergne-Rhône-Alpes. Sur le plan électoral, elle dépend du  canton de Belley pour l'élection des conseillers départementaux, depuis le redécoupage cantonal de 2014 entré en vigueur en 2015, et de la troisième circonscription de l'Ain  pour les élections législatives, depuis le dernier découpage électoral de 2010.

### Administration municipale

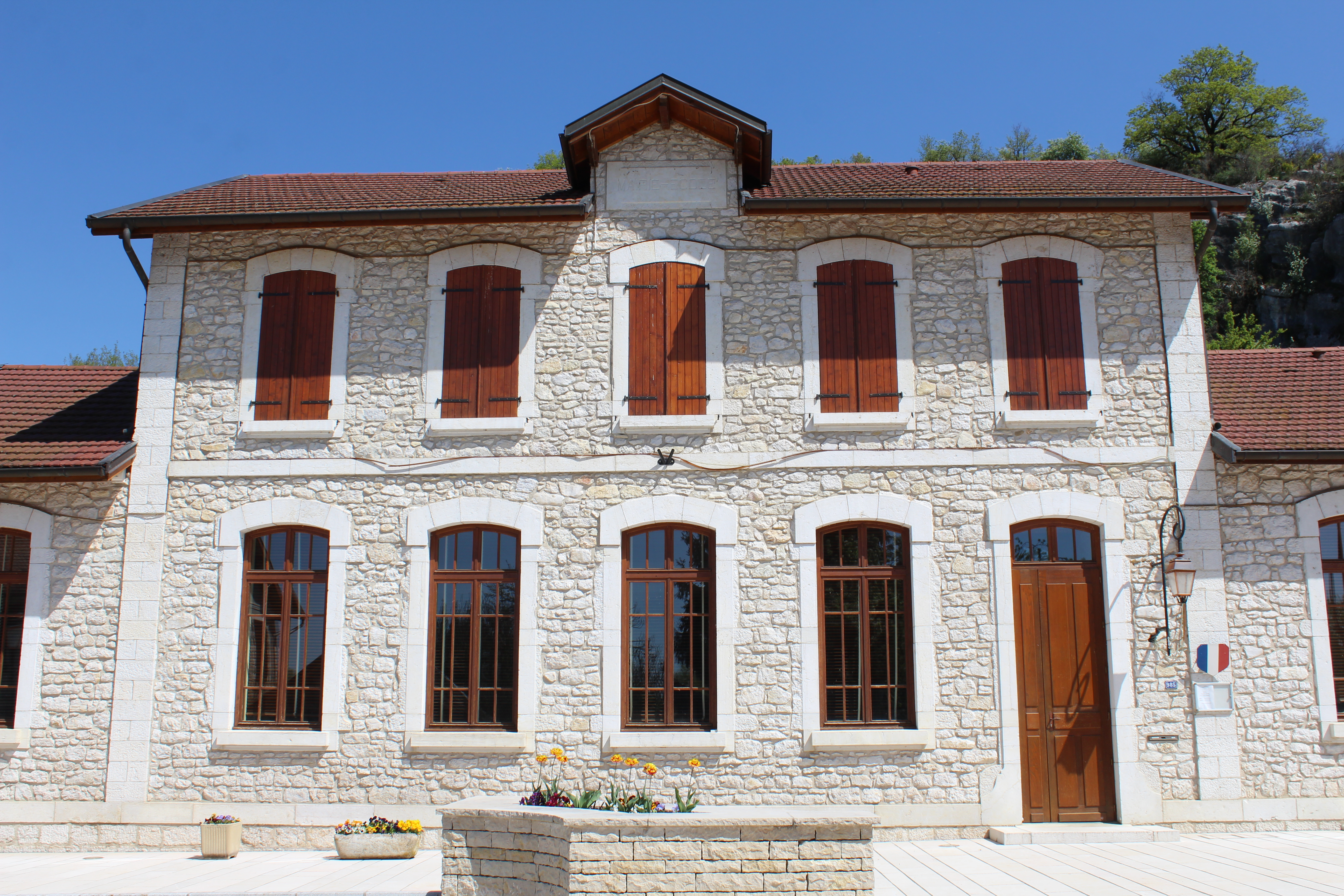
Mairie.

| Période                                  | Période         | Identité       | Étiquette     | Qualité                                   |
| ---------------------------------------- | --------------- | -------------- | ------------- | ----------------------------------------- |
| juin 1995                                | réélu mars 2008 | Gérard Bettant | Divers droite | président de la communauté de communes    |
| mars 2014                                | mai 2020        | Yves Jacob     |               | Retraité salarié du secteur privé         |
| mai 2020                                 | En cours        | Pierre Vallin  |               | Ingénieur ou Cadre technique d'entreprise |
| Les données manquantes sont à compléter. |                 |                |               |                                           |

## Démographie
L'évolution du nombre d'habitants est connue à travers les recensements de la population effectués dans la commune depuis 1793. Pour les communes de moins de 10 000 habitants, une enquête de recensement portant sur toute la population est réalisée tous les cinq ans, les populations de référence des années intermédiaires étant quant à elles estimées par interpolation ou extrapolation. Pour la commune, le premier recensement exhaustif entrant dans le cadre du nouveau dispositif a été réalisé en 2004.
En 2022, la commune comptait 239 habitants, en évolution de −6,27 % par rapport à 2016 (Ain : +5,15 %, France hors Mayotte : +2,11 %).
| 1793 | 1800 | 1806 | 1821 | 1831 | 1836 | 1841 | 1846 | 1851 |
| ---- | ---- | ---- | ---- | ---- | ---- | ---- | ---- | ---- |
| 174  | 267  | 379  | 324  | 377  | 385  | 383  | 337  | 330  |

| 1856 | 1861 | 1866 | 1872 | 1876 | 1881 | 1886 | 1891 | 1896 |
| ---- | ---- | ---- | ---- | ---- | ---- | ---- | ---- | ---- |
| 342  | 306  | 310  | 313  | 336  | 330  | 311  | 299  | 268  |

| 1901 | 1906 | 1911 | 1921 | 1926 | 1931 | 1936 | 1946 | 1954 |
| ---- | ---- | ---- | ---- | ---- | ---- | ---- | ---- | ---- |
| 258  | 288  | 252  | 233  | 221  | 205  | 191  | 182  | 156  |

| 1962 | 1968 | 1975 | 1982 | 1990 | 1999 | 2004 | 2006 | 2009 |
| ---- | ---- | ---- | ---- | ---- | ---- | ---- | ---- | ---- |
| 150  | 127  | 131  | 121  | 188  | 204  | 227  | 241  | 236  |

| 2014 | 2019 | 2022 | - | - | - | - | - | - |
| ---- | ---- | ---- | - | - | - | - | - | - |
| 253  | 246  | 239  | - | - | - | - | - | - |

## Économie
- Agriculture : élevage laitier, aviculture, maïs.
- Tourisme (au plan d'eau) : camping Île de la Comtesse, port de plaisance (60 emplacements), plage, ski nautique.

### Lieux et monuments

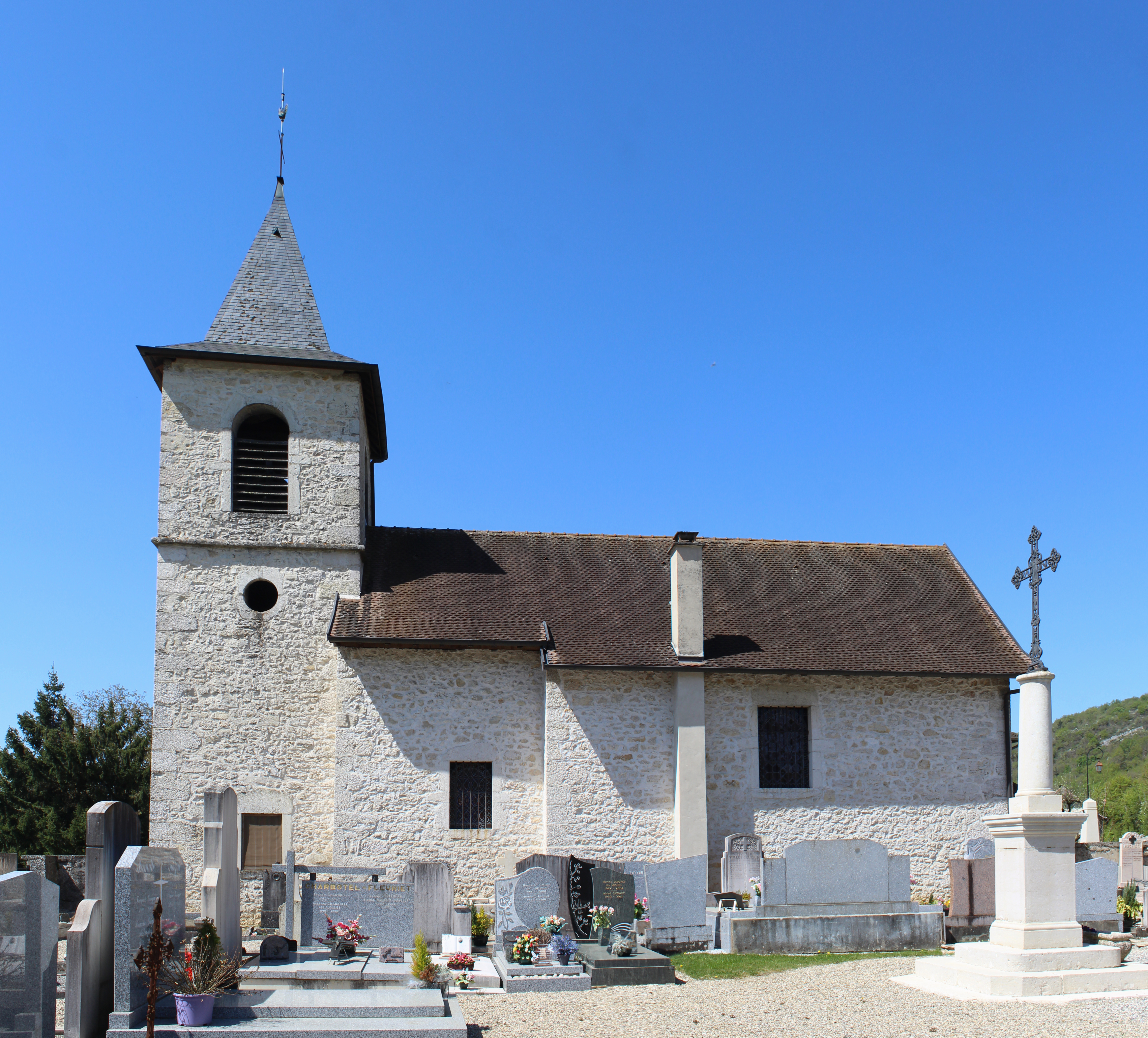
Église Saint-Sylvestre.

- Grotte de la Bonne Femme
- Château de Murs du XVe siècle.
- Église Saint-Sylvestre.

### Zones naturelles protégées
La commune compte plusieurs ZNIEFF de type I :
- Milieux alluviaux du Rhône du Pont de Groslée à Murs et Gélignieux ;
- Mont de Cordon ;
- Etang d'entre Roche ;
- Marais du Poisat (proche de Tremurs) ;
- Marais des Planches ;
- Mont Gela ;
- Falaise de la Combe ;
- Pelouse sèche de Murs et Géligneux.

### Personnalités liées à la commune
- Roberto Galletti, l'un des pères de la TSF, est décédé dans la commune le 18 août 1932.